# John von Berenberg-Gossler
John Freiherr von Berenberg-Gossler (Hamburg, 22 oktober 1866 - Hamburg, 14 juli 1943) was een Duits bankier, politicus en ambassadeur.

## Biografie

### Achtergrond
John Freiherr von Berenberg-Gossler werd geboren als John Berenberg Gossler, zoon van Johann Berenberg Gossler (1839-1913), telg uit het vooraanstaande Hamburger patriciërsfamilie. Berenberg was aanvankelijke een tweede voornaam, maar werd in 1880 door een besluit van de Senaat van Hamburg een deel van de achternaam (als Berenberg-Gossler). In 1889 werd Johann Berenberg-Gossler in de Pruisische adelstand verheven (als beloning voor zijn inzet voor de Duitse toleenheid). In 1910 werd hem door de Pruisische koning de titel Freiherr (baron) verleend. De Freiherren-titel was verbonden met het Gut Niendorf, dat in bezit van de familie was.

### Opleiding en carrière
John von Berenberg-Gossler volgde een opleiding tot koopman. Sinds 1892 was hij als directeur werkzaam bij het familiebedrijf, de bank Johann Berenberg, Gossler & Co., dat onder leiding stond van zijn vader die president-directeur van de bank was.
John von Berenberg-Gossler trouwde in 1893 met Anne Lisette Stammann (1870-1928). Zij was afkomstig uit een patriciërsfamilie. Hun enige dochter, Anna, trouwde in 1919 met een zoon van burgemeester Max Predöhl.
In 1904 werd von Berenberg-Gossler in de Hamburgische Bürgerschaft (parlement) gekozen. Hij bleef lid van de Bürgerschaft tot 1908. Op 20 februari 1908 werd hij, tegen de zin van zijn vader, in de Senaat van Hamburg (regering) gekozen. Als gevolg van zijn verkiezing in de Senaat, werd hij door zijn vader als directeur van de Berenberg Bank ontslagen.
Von Berenberg-Gossler werd op 28 maart 1919 met steun van de SPD in de - eerste naoorlogse - Senaat herkozen. Van 1919 tot zijn aftreden in 1920 was hij senator voor Bouw Zaken. In januari 1920 werd hij benoemd tot Duits ambassadeur in Rome, een ambt dat hij tot 1921 bekleedde. Van 1923 tot 1925 was hij voorzitter van de Hamburger Bank von 1923. Nadien zat hij in bestuursraden van diverse firma's.
Hij overleed op 76-jarige leeftijd midden 1943.